# Marka (zanger)

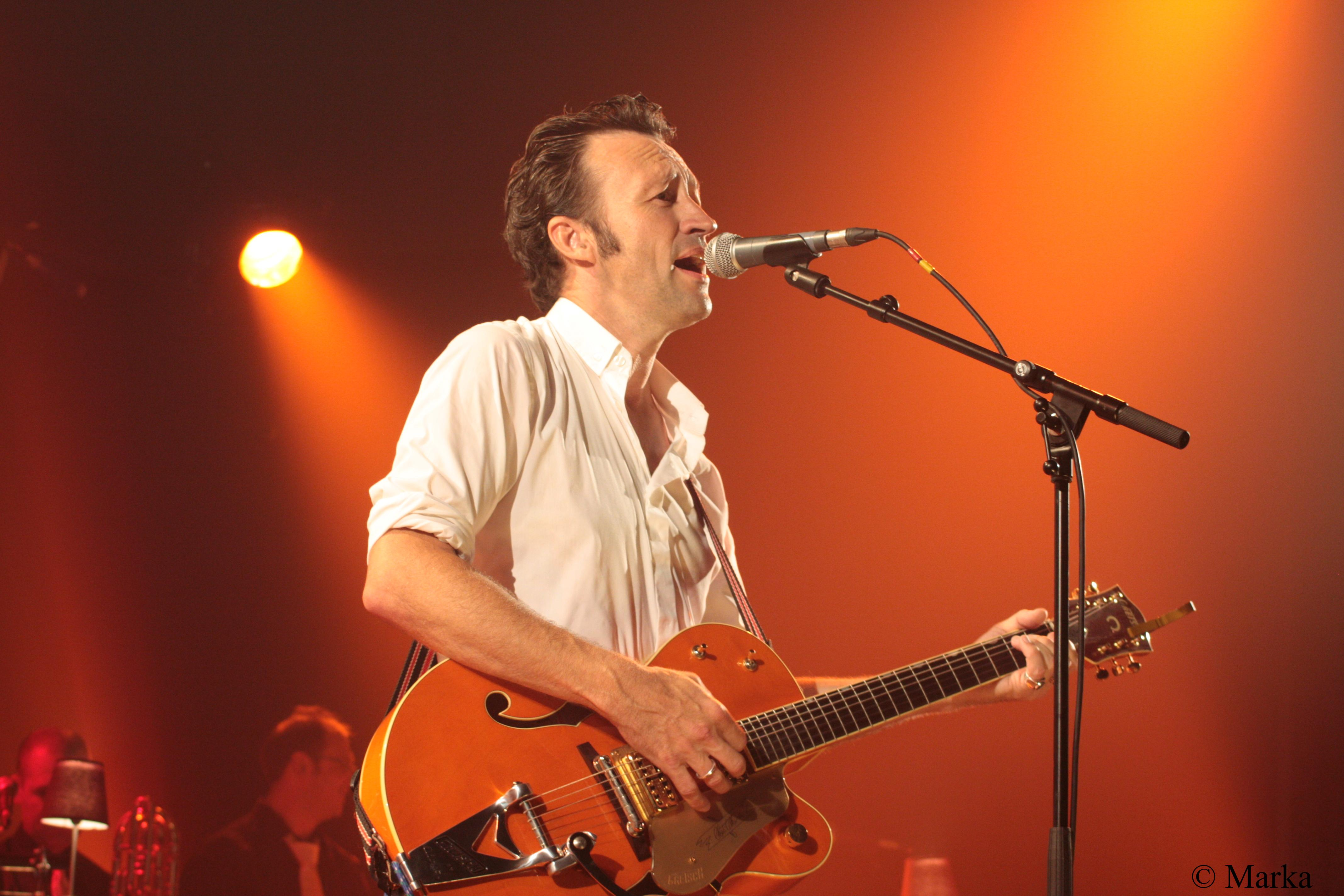
Marka in 2012

Serge Van Laeken (Bosvoorde, 27 mei 1961), gekend onder de artiestennaam Marka, is een Belgische zanger, componist en filmregisseur.

## Biografie

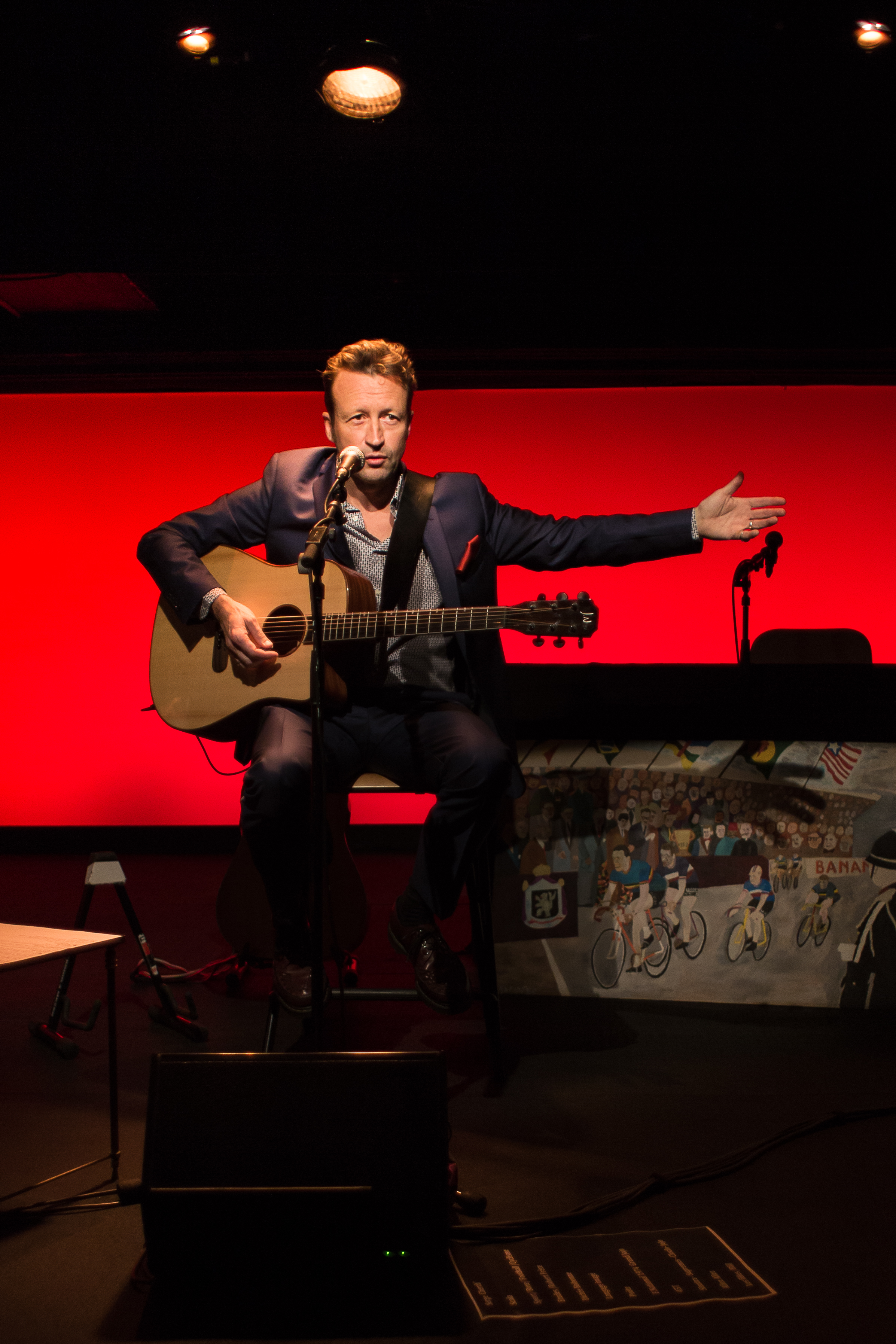
Marka in 2013

Serge Van Laeken komt uit een Vlaams gezin en groeide op in een buitenwijk van Sint-Jans-Molenbeek. In zijn kindertijd kreeg hij de roepnaam "Markassou" van een Afrikaanse vriend en dat werd later afgekort tot Marka.
Marka begon vanaf 1978 op te treden in enkel kleinere groepjes tot hij aansloot bij de groep Allez Allez in 1981. In 1983 richtte hij Les Cactus op. Zijn eerste soloalbum kwam in 1992. Later kwamen ook nog "Accouplés", "La Poupée Barbue" en "L'Idiomatic" (1997).
Vanaf 1999 werkt hij samen met zijn vrouw Laurence Bibot als een komisch duo met de show met À nous deux. In 2004 schreef hij de muziek voor de kortfilm Signe d'appartonymous van Kamel Cherif, die een Zilveren Leeuw op het Filmfestival van Venetië veroverde.
Als electro pop rock duo trad hij opnieuw met zijn vrouw op in 2007 onder het pseudoniem Monsieur et Madame. Later werkte hij nog samen met Jacques Duvall, Thierry Robberecht en de Cubaanse groep La Sonora Cubana.

### Persoonlijk
Hij is getrouwd met Laurence Bibot en heeft twee kinderen, namelijk Roméo Elvis en Angèle Van Laeken.

## Erkentelijkheden

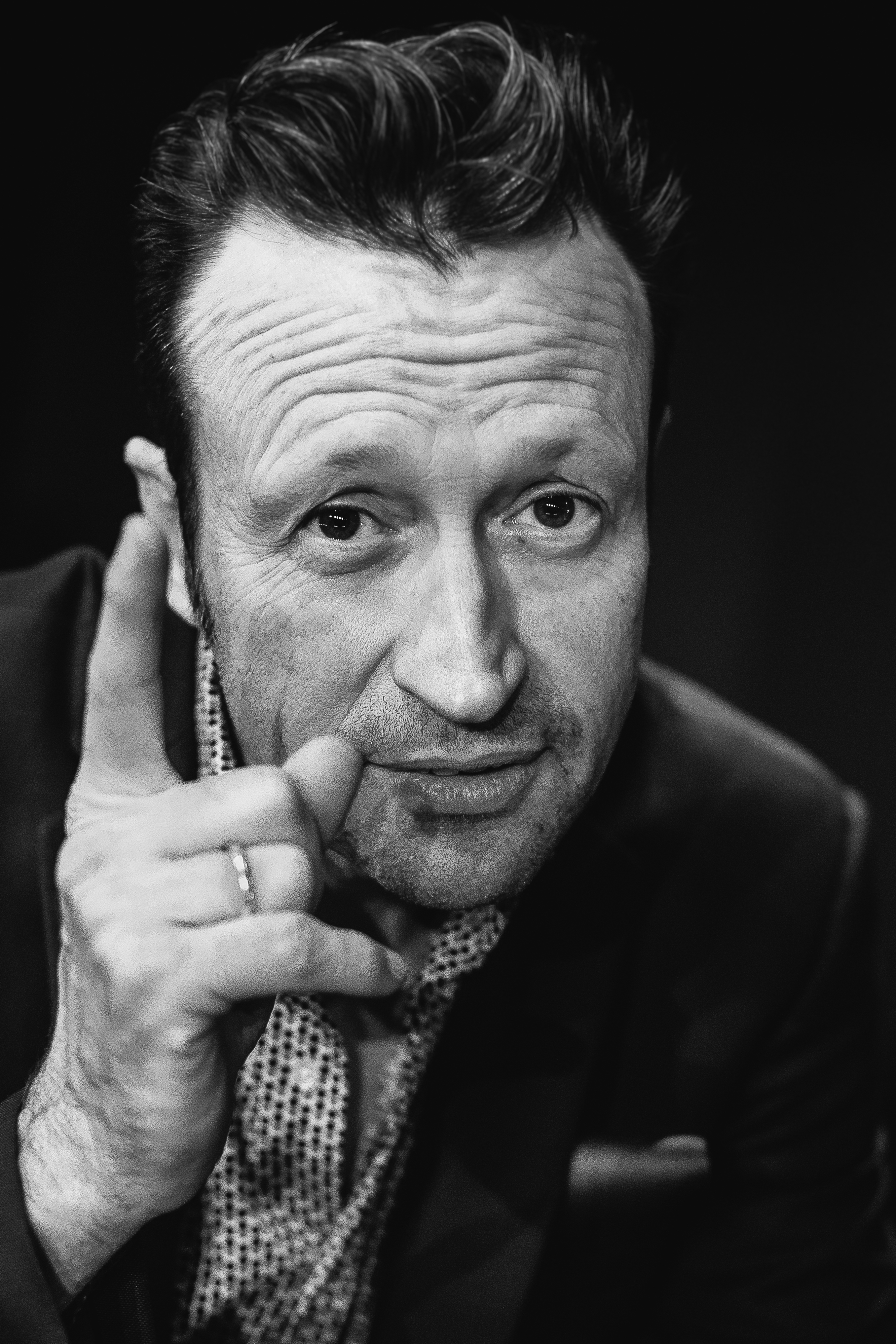
Marka in 2013

- 2005 - ridder in de Orde van Leopold II

## Discografie (selectie)
- Je vous dis tout (1992)
- Merci d'avance (1995)
- L'Idiomatic (1997)
- L'Homme qui aimait la scène (1999)
- À nous deux, live with Laurence Bibot (2000)
- Avant après (2001)
- L'État c'est moi (2003)
- C'est tout moi (2004)
- Aktion Man (2006)
- Monsieur et Madame, with Laurence Bibot (2008)
- Marka y La Sonora Cubana (2008)
- Made in Liège (2010)
- Days of wine and roses (2015)